# Comtat de Westchester
Westchester és un comtat de l'Estat de Nova York, als Estats Units. És un suburbi important de la ciutat de Nova York, amb una població aproximada l'any 2006 de 949.355 habitants. És part de l'àrea metropolitana de Nova York. Va ser nomenada així, per Chester, Anglaterra. La seu del comtat està a la ciutat de White Plains.
Westchester té uns ingressos per capita de 58.592 dòlars, el vuitè comtat amb un índex més alt als Estats Units.
El comtat de Westchester està situat a la part sud oriental de l'Estat de Nova York. La major elevació del comtat és a 300 metres (985 peus) d'alçada sobre el nivell del mar, a Mountain Lakes Park, prop de la frontera amb l'Estat de Connecticut. La part més baixa està al nivell del mar, tant en el riu Hudson, com en Long Island Sound.
El comtat sol dividir-se en dues àrees, una al nord i una altra al sud, dividides per la carretera Interestatal 287/Westchester Expressway. La part nord, en general, és més rica i rural i la part sud més urbana. No obstant això, en aquesta part sud es troben comunitats riques, com Bronxville, Larchmont, Rye i Scarsdale. Malgrat tot, oficialment, Westchester està dividit en tres subregiones, Nord, Central i Sud, per part del Departament de Planificació del Comtat.
Les ciutats més importants del comtat són Mount Vernon, New Rochelle, Peekskill, Rye, White Plains i Yonkers (la seu del comtat).
Els comtats que limiten amb el de Westchester són: Putnam (Nova York), al nord, Fairfield (Connecticut), al nord-est, Bergen (Nova York), al sud-oest, Rockland (Nova York), a l'oest, i el Bronx, borough de la ciutat de Nova York, al sud.

## Demografia
La composició racial del comtat, segons el cens de 2000, era la següent: blancs, 71,35 %; afroamericans, 14,20 %, nadius americans, 0,25 %; asiàtics, 4,48 %; de les illes del Pacífic, 0,04 %; d'altres races, el 6,63 %; de dos o més races, el 3,05 %. La població hispana o llatina (que pot ser de qualsevol raça) era el 15,61 %. La població blanca d'origen no hispà conformava el 64,1 %.

### Evolució de la població (1900-2000)
- 1900—184.257
- 1910—283.055
- 1920—344.436
- 1930—520.947
- 1940—573.558
- 1950—625.816
- 1960—808.891
- 1970—894.104
- 1980—866.599
- 1990—874.866
- 2000—923.459